# Rogel Nachum
Rogel Nachum (hebr. ‏רוגל נחום‎; ur. 21 maja 1967) – izraelski lekkoatleta, trójskoczek.

## Osiągnięcia
- 11. miejsce podczas mistrzostw świata (Göteborg 1995)
- 6. lokata na halowych mistrzostwach świata (Paryż 1997)
- 4. miejsce podczas halowych mistrzostw Europy (Walencja 1998)
- 8. lokata w mistrzostwach Europy (Budapeszt 1998)
- 7. miejsce na halowych mistrzostwach świata (Maebashi 1999)
- dwa zwycięstwa podczas II ligi Pucharu Europy (Oordegem 1996 i Bańska Bystrzyca 2000)
- liczne tytuły mistrza Izraela w różnych konkurencjach, w 2000 został międzynarodowym mistrzem Australii w trójskoku

Nachum trzykrotnie reprezentował swój kraj na igrzyskach olimpijskich. Za każdym razem (Barcelona 1992 & Atlanta 1996 i Sydney 2000) udział kończył na eliminacjach zajmując kolejno: 24, 17 oraz 23 miejsca.

## Rekordy życiowe
- trójskok – 17,20 (1992 & 1998) rekord Izraela
- trójskok (hala) – 16,93 (1998) rekord Izraela
- skok w dal – 7,96 (1990) rekord Izraela